# 福勒 (伊利諾伊州)
福勒（英語：Fowler）是位於美國伊利諾伊州亞當斯縣的一個非建制地區。該地的面積和人口皆未知。

## 地理
福勒的座標為40°00′28″N 91°15′31″W / 40.00778°N 91.25861°W，而該地的平均海拔高度為223米（即732英尺）。